# Адванс (Північна Кароліна)
Адванс (англ. Advance) — переписна місцевість (CDP) в США, в окрузі Деві штату Північна Кароліна. Населення — 1499 осіб (2020).

## Географія
Адванс розташований за координатами 35°57′11″ пн. ш. 80°23′18″ зх. д. / 35.95306° пн. ш. 80.38833° зх. д. (35.953144, -80.388208).  За даними Бюро перепису населення США в 2010 році переписна місцевість мала площу 18,73 км², з яких 18,55 км² — суходіл та 0,18 км² — водойми.

## Демографія
Згідно з переписом 2010 року, у переписній місцевості мешкало 1138 осіб у 461 домогосподарстві у складі 342 родин. Густота населення становила 61 особа/км².  Було 514 помешкання (27/км²).
Расовий склад населення:
| - 94,5 % — білих - 2,2 % — чорних або афроамериканців - 0,9 % — корінних американців - 0,1 % — азіатів |

До двох чи більше рас належало 2,0 %. Частка іспаномовних становила 1,9 % від усіх жителів.
За віковим діапазоном населення розподілялося таким чином: 22,2 % — особи молодші 18 років, 61,4 % — особи у віці 18—64 років, 16,4 % — особи у віці 65 років та старші. Медіана віку мешканця становила 45,3 року. На 100 осіб жіночої статі у переписній місцевості припадало 105,4 чоловіків;  на 100 жінок у віці від 18 років та старших — 94,5 чоловіків також старших 18 років.
За межею бідності перебувало 14,5 % осіб, у тому числі 23,6 % дітей у віці до 18 років та 0,0 % осіб у віці 65 років та старших.
Цивільне працевлаштоване населення становило 395 осіб. Основні галузі зайнятості: виробництво — 17,7 %, будівництво — 17,7 %, освіта, охорона здоров'я та соціальна допомога — 15,4 %.